# Parafia Nawiedzenia Najświętszej Maryi Panny w Gardnej Wielkiej
Parafia Nawiedzenia Najświętszej Maryi Panny w Gardnie Wielkiej – rzymskokatolicka parafia w miejscowości Gardna Wielka. Należy do dekanatu główczyckiego Diecezji pelplińskiej. Erygowana w 1951 roku.

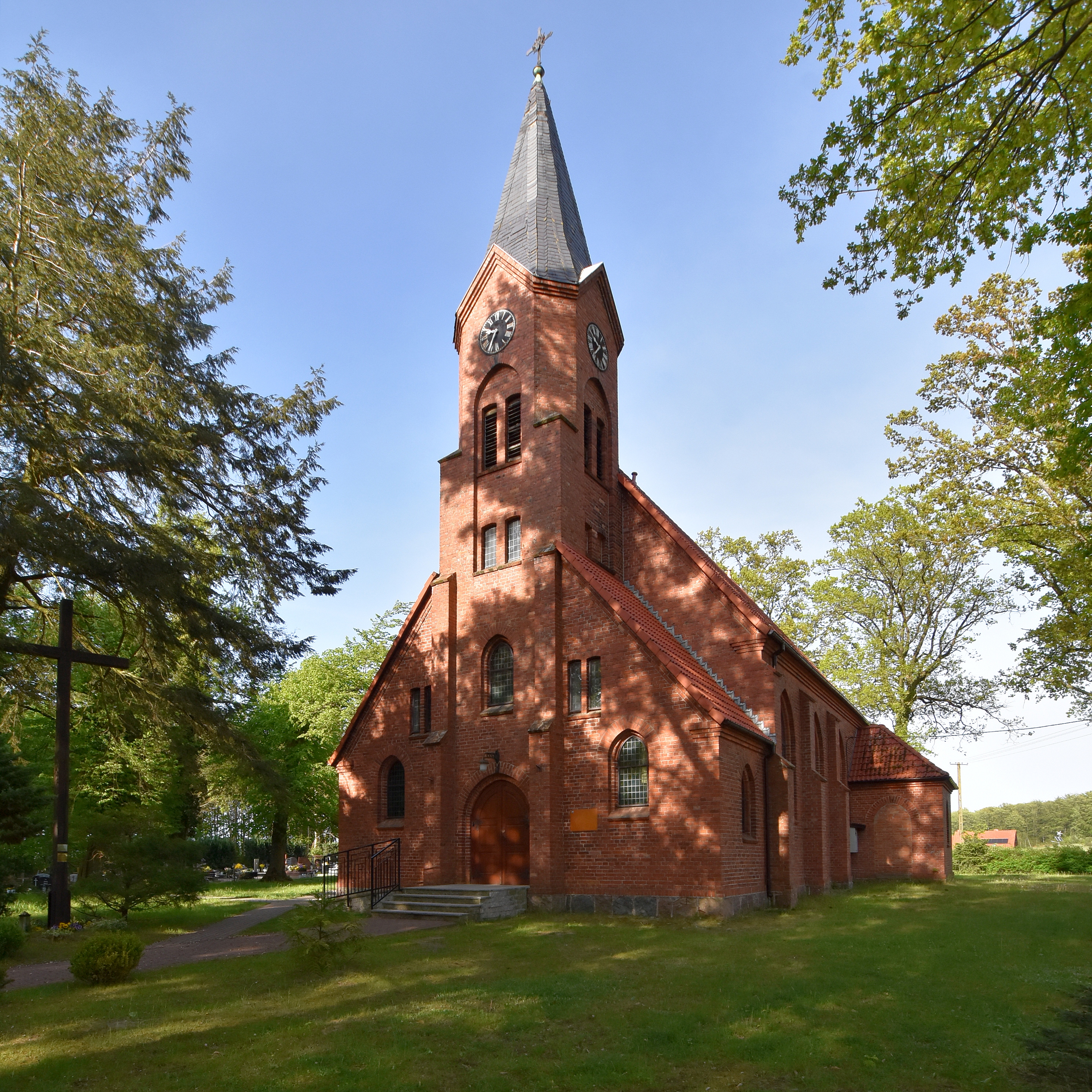
Gąbino–kościół filialny